# ドリブル
ドリブルとは、球技において、断続的かつ連続的にボールに身体の一部で触れながらボールを保持し移動すること。ドリブルを得意とする選手をドリブラーと呼ぶ。ドリブルを使用するスポーツとして一般的によく知られているものにはサッカーとバスケットボールがある。

## サッカー

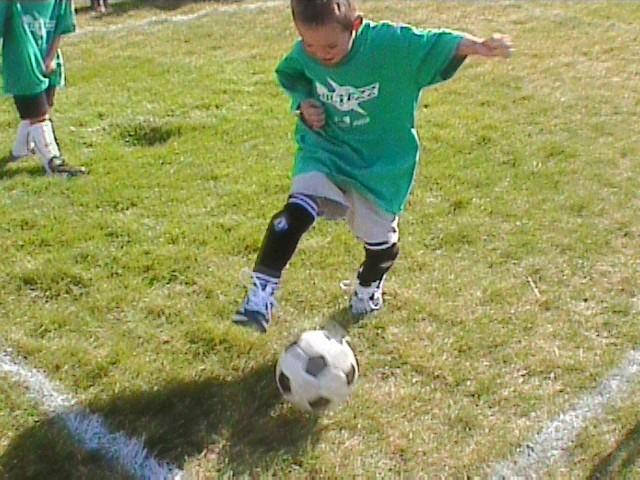
サッカーにおけるドリブル

サッカーでは一部の例外を除き手でボールを触れることは禁止されていて、足で蹴ってボールを移動させる。足の部分であれば、どこを使ってもよく、蹴る力を加減して自分の進行方向にボールを転がし、これに追いついて更にボールを蹴り出すことを繰り返すことでボールとともに移動するのがドリブルである。ボールを相手ゴールへ進めることやボールをキープ（保持）することを目的とする。ドリブルを上手く行うにはボールコントロールの技術に加え、スピードやクイックネス（敏捷性）、さらには守備の選手のショルダーチャージなどにも負けないボディバランス、さらにハイレベルな選手ともなると激しい体重移動の状態における重心のコントロールが必要となる。

### ドリブラーのタイプ
ドリブルを得意とする選手（ドリブラー）には大きく分けてスピード型のドリブラーとテクニック型のドリブラーの2タイプの選手が存在する。スピード型のドリブラーはフォワード(FW)やサイドプレイヤーの選手に多く、瞬間的なダッシュ力もしくは継続的なスピードで守備の選手を置き去りにして前に進むことを得意とする。テクニック型のドリブラーはミッドフィールダー (MF)、特にセンタープレイヤーの選手に多く、様々なフェイントを駆使し守備の選手をかわしボールを長時間キープ（保持）することを得意とする。

### ドリブルのフェイント
サッカーでドリブル中にフェイントをかけるにはボールコントロール技術だけでなくフェイントをかけるときに重心が左右にぶれないように強靭な足腰も必要である。
ボディフェイント
ドリブルをする足元の動きは変えずに上体だけを左右に動かしてディフェンスを引っ掛けるフェイント。
サイドステップ
右に抜くときは左足を大きく左前に踏み込みディフェンダーを引っ掛けて、右足のアウトサイドで右にボールを蹴りだし右に抜く。左に抜くときは左右逆になる。
ダブルタッチ
別名ラ・クロケタ(スペイン語)、向かってきたディフェンスに対してどちらかの足のインサイドで横に出し、もう片方のインサイドで前に出して抜く技。ステップいらずの比較的簡単な技のため、突然の際にも勝手がきく技である。アンドレス・イニエスタが得意としている。
シザーズ

別名ステップオーバー、内側から外側、或いは外側から内側へボールに触れずに腿を上げることなくボールの横を高速でまたいでディフェンスを惑わすフェイント。ディフェンスはボールをまたぐ動作に吊られて動いてしまうか、ボールをまたぐのか蹴るのか混乱して動けなくなるのでその隙をついて抜く。内側から外側にまたぐのが通常で、逆に外側から内側へまたぐようなシザーズを逆シザーズと呼んだりもする。素早く大袈裟に、そして連続で行うことで効果は上がる。また中央でプレーするセンタープレーヤーは重心をずらさずに上下動を、サイドプレーヤーは重心をコントロールしながら左右への動きを大きくすることで効果が上がる。前述の物はロナウドやクリスティアーノ・ロナウド、後述の物はルイス・フィーゴなどが得意とする。シザースとは英語で「鋏」のことである。ペダラーダともいう（ポルトガル語）。
エラシコ（Elástico）
正しくはエラッスチコ或いはエラッシチコと発音する。足のアウトサイド（甲外側）でボールを外側に押出し（外側へ行くと見せかける）と、瞬間的に同じ足のインサイド（甲内側）で内側に切り返し、相手を置き去りにするフェイント動作。最初のボールを素早く外側に出した動きとは逆方向へ瞬間的にボールを動かすことでディフェンスを欺く。ロナウジーニョなどが得意とする。基本的にブラジルではスタンダードなフェイントの一つであり、ロナウドや、ズラタン・イブラヒモヴィッチなども使用している。エラッスチコとはポルトガル語で「輪ゴム」であり、外側に出したボールがまるで足に輪ゴムで付いているかのように内側に戻ってくることからそう呼ばれる。エラッスチコの開発者は、ロベルト・リベリーノと言われているが、リベリーノはセルジオ越後から教わったと常々語っている。
ルーレット（マルセイユ・ルーレット）
足の裏でボールを止め、体を半回転させて後ろを向きボールとディフェンダーの間に自分の体を入れてディフェンダーからボールを隠して、そのままボールを引き寄せながらもう半回転してディフェンダーを抜き去る技。ジネディーヌ・ジダンが得意とした。本来の名称はルーレットであるが、この技を多用するジダンの出身地がマルセイユであり子供の頃のストリートサッカーで生み出した技術であることからマルセイユ・ルーレットととも呼ばれる。
クライフターン
ボールを片方の足のインサイドでもう片方の足（軸足）の後ろを通してターンする。キックフェイントと併用するのが一般的。ヨハン・クライフが得意とした。
マシューズフェイント
ボールの外側へ大きく踏み込み、さらに同方向へ逆の足のインサイドでボールを少し動かすことで相手の重心を傾ける。即座にアウトサイドで逆方向へボールを動かしディフェンスを抜く技。わりと一般的なフェイントで多くの選手が使っている。スタンリー・マシューズが得意とした。
ラ・ボーバ (La Bova)
ボールを足裏で一度引いてまた前に出して相手を抜く技。ボールを引くとほぼ必ず相手が足を出してくるため、その反動を利用して相手の横、股などに通してかわす技。相手の様子をうかがいながら行ういわば受け身の技であるため、抜くのに時間がかかるというデメリットがある。そのため、比較的ゲームスピードの遅い南米やスペインなどのリーグで使われることが多い。アンドレス・ダレッサンドロが得意とする。
シャポー（Chapeau）
ボールを浮かせてディフェンダーの上を通して自分はボールを持たずにディフェンダーの横を通り過ぎる技。シャポーとは帽子のこと。発音上、「シャペウ」といわれることもある。1958 FIFAワールドカップの決勝戦にて、当時17歳だったペレがこの技で相手ディフェンスをかわしてゴールを奪ったことでペレは世界的に有名になっていった。また、若き日のロナウジーニョが、引退間際のドゥンガをこの技で抜いた事が、ロナウジーニョの出世のきっかけとなった。またロマーリオはシャポーを2回連続して行う離れ業を見せた。
ロコモーティブ（Locomotive）
ドリブル中にディフェンダーが寄ってきたら減速して油断させたところを一気に加速して抜き去る。ロコモーティブとは機関車のこと。
ヒールリフト
ボールを両足で前後から挟み、踵で蹴り上げて自分の背中からボールを出しディフェンダーの上を通す技。その後、自分はシャポーと同じようにディフェンダーの横を通り過ぎる。ブラジル人プレーヤーが好んで使う事で広く知られる一方、曲芸的なプレーであるためブラジル以外で使うと侮辱的行為として見られる事もある。2015年5月30日、コパ・デル・レイ決勝戦のFCバルセロナ対アスレティック・ビルバオにてバルセロナに所属していたネイマールがヒールリフトを使った際にビルバオの選手達が激昂し、ネイマールのヒールリフトを激しく非難した。試合後にはバルセロナの監督を務めていたルイス・エンリケまでもが「私がビルバオの選手だったら、同じようなリアクションを取っただろう。もしくは、もっと酷い反応を示していたかもしれない」と発言し、ネイマールをたしなめた。2015年8月29日、ブンデスリーガ第3節バイエルン・ミュンヘン対バイエル・レバークーゼンにてバイエルンのドウグラス・コスタがヒールリフトを使った事に対し、コスタのチームメイトであるアリエン・ロッベンが「対戦相手はリスペクトするべき」と苦言を呈した。
メイア・ルア（meia-lua）
メイア・ルア、或いはメイアルーアとはポルトガル語で「半月」を意味する。縦に蹴りだしたボールと、相手の外を回ってボールに追いつく軌道が描く様が半月に似ているため、この呼び名がついたと思われる。主に詰め寄せてきた相手DFの背後にスペースがある時に有効なテクニックで、ボールをそこめがけて軽く蹴り出し、自分は相手を挟んで、蹴り出したボールと反対側からダッシュをかけ、相手を追い越してボールに追いつくというものである。相手に向き合って左側に蹴りだせば、自分は相手の右側を迂回するように走ることになる。この際に蹴りだす動作の時点で予測され、カットされるのを防ぐため、極力自然にかつ小さな動きが求められる。特徴としては、スペースがあることが前提ではあるが、相手DFをかわす際に時間を要さないのでカウンターなどで一対一の状況になった場合などには非常に有効であり、それゆえにFW向きのテクニックとも言える。技術的な要素から言えば決して難易度は高くなく、実際に小学生の試合などでも使う選手を見る事ができる。しかし、DFのレベルが上がるにつれて使える場面が少なくなるとともに、瞬時の判断力とスピード（瞬発力、加速力）が要求されるため、トップクラスになると、試合の中でこのテクニックを使える選手は少ない。ドリブルに精通した選手の中には、状況に応じて反射的にこのテクニックを使うことができる選手もいる。このテクニックを得意とする主な選手にロナウジーニョやフェルナンド・トーレス、ロビーニョが挙げられる。日本では、三都主アレサンドロや、ミハエル・ミキッチが多用する。日本では、「裏通り」、「裏街道」などと呼ばれることもある。
ファルカンフェイント
左足裏でボールを保持し、ボールを右足方向へ転がし、右足でインサイドキックのフェイントでボールをまたぎ、足の間を通過したボールを素早くまた右足裏で押さえて止める。続け様に右足から同じように左足へ連続で仕掛けることが出来る技。フットサルのブラジル代表選手ファルカンが得意とする自らの名前が付いたフェイントテクニック。

## バスケットボール

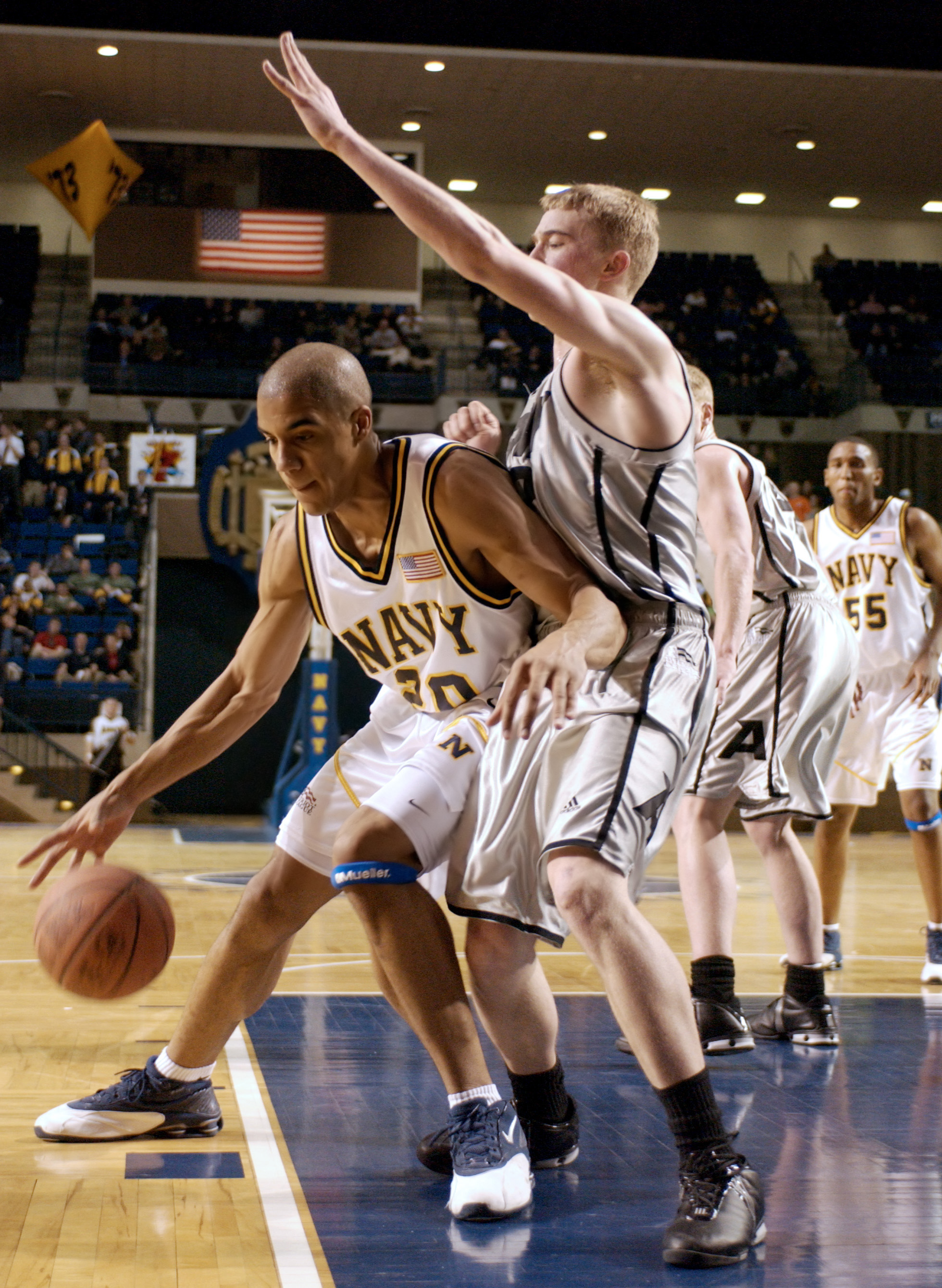
バスケットボールにおけるドリブル

バスケットボールでは、ボールを手に掴んだ状態で規定歩数以上歩いたり走ったりといった行為が禁止されているため、進行方向の地面にボールを上から掌を使って叩きつけて跳ねさせ、これを連続的に行ってボールとともに選手が移動する。ドリブルを行う手の位置が高いとボールが掌と地面を移動する時間が長く、ボールを奪われやすい為、低い位置で小刻みにドリブルすることが良いとされる。そのため、小柄な選手にドリブルを得意とする選手が多い。バスケットボールではガードの選手が敵陣のコートまでボールを運ぶという役割を担うことが多いため、ガードの選手にはドリブルの上手い選手が好まれる。また、ドリブルでディフェンスを抜いてゴールへ迫ることを得意とするスモールフォワードやシューティングガードの選手も多く、そういったプレーをペネトレイション、ドライブなどと呼び、ドリブルでインサイドに切れ込んで得点することを得意とする選手をスラッシャーと呼ぶ。

### 様々なドリブル技術
- クロスオーバー:ドリブルしている左右の手を入れ替える。
- ダックイン:姿勢を極端に低くして抜き去るドリブル。
- レッグスルー:ボールを股下に通してドリブルする。
- チェンジオブペース:ドリブルや移動の速度（ペース）を一定にせず、緩急を付けること。
- ターンムーブ（スピンムーブ）:ターンすること。
- ロッカーモーション:ディフェンスを前後に揺さぶり、間合いを詰めてきたところを抜き去るドリブル。
- ビハインド・ザ・バック:背中側でドリブルする。
- プルバック:ボールを自分の進行方向の反対へ戻すようにドリブルする。

### ドリブルに関する反則
- ダブルドリブル:ドリブルをした後、ボールを掴んでドリブルを中止し、またドリブルを再開すると反則となる。
- トラベリング:ボールを掴んだまま3歩以上歩くと反則となる。

## ハンドボール

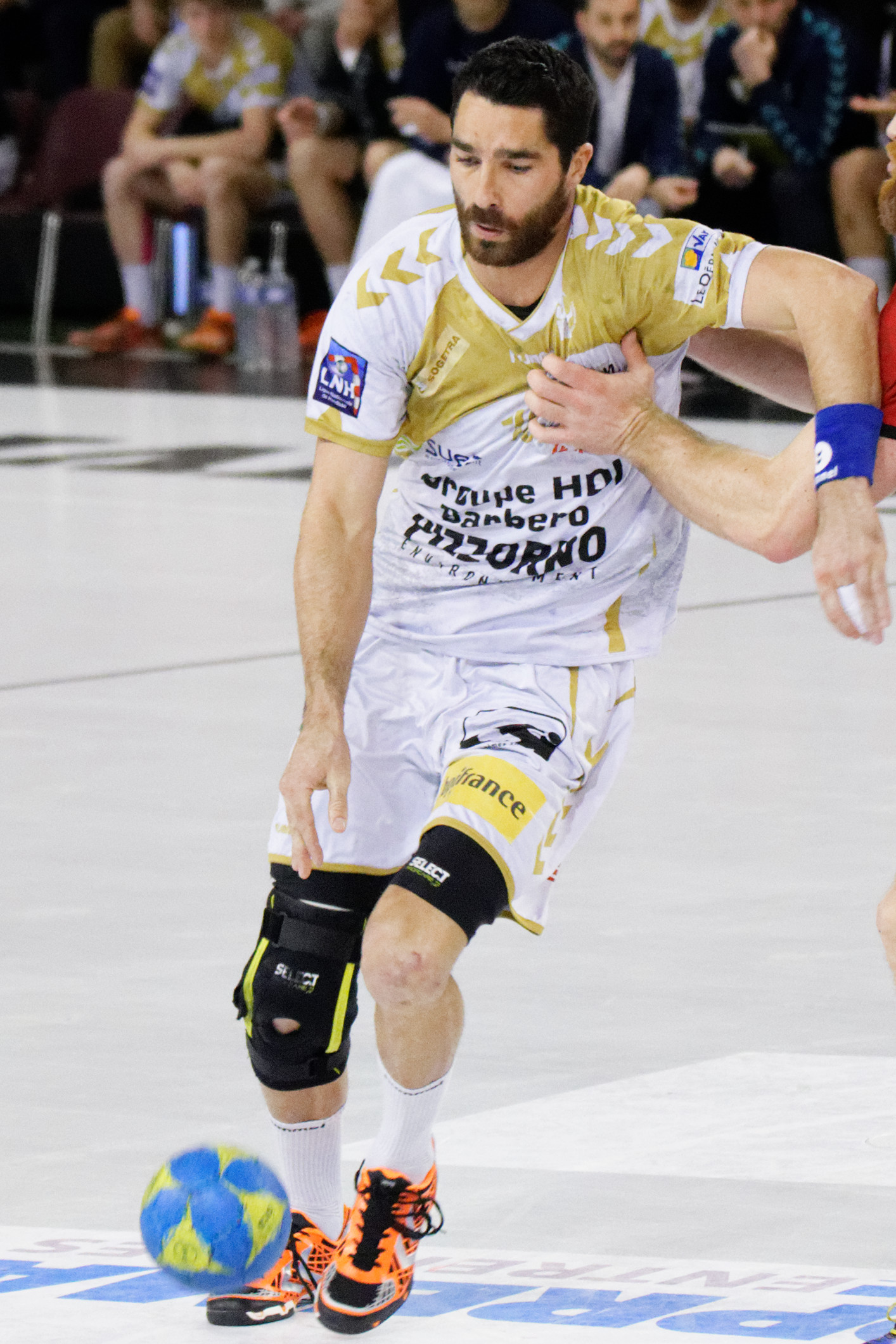
ハンドボールでのドリブル

ハンドボールにおいてもドリブルが用いられるが、ルール上の制限が厳しいことや、比較的強い身体接触が認められることなどから、バスケットボールのドリブルほど多用されない。
ドリブル中の所持時間や歩数の制限は無く、それまでの所持時間や歩数はリセットされるが、2度目のドリブルや両手でのドリブルは、イリーガルドリブルの反則となる。バスケットボールのドリブルに比べ、ルール上の制限が厳しく、ボールの側面に触れるドリブルは反則となる。

## その他
この他にも「ドリブル」と呼ばれる行為をルール上に定めるスポーツがある。またそれ自体が一つの技となっているものもみられる。

### バレーボール
現在はダブル・コンタクトと呼ばれる反則。プレーヤーが連続してボールに触ること。

### ホッケー
ホッケーのうちアイスホッケーは特に激しいスポーツの一つにも挙げられるが、パックと呼ばれる硬質の物品をスティックを使って高速で操るが、その過程で相手チームを撹乱するために素早く移動させる技をドリブルという。フィールドホッケーでもボールの奪い合いでしばしば行われる。

### フットバッグ
ドリブルを主体としたスポーツないし遊びで、手以外の全身でボールを扱う。何度も空中にボールを放り上げつつ地面に落とさないように長く保持し続けることが目的。